# Hangelsberg
Hangelsberg war eine bis zum 25. Oktober 2003 eigenständige Gemeinde, die heute Teil der Gemeinde Grünheide (Mark) im Norden des Landkreises Oder-Spree in Brandenburg ist. Hangelsberg teilt sich in die Ortsteile Hangelsberg Ort, Spreetal und Wulkow, sowie in die Ortslage Fürstenwalde West auf.

## Lage
Hangelsberg ist umrahmt von den Kiefern- und Eichenwäldern der Hangelsberger Heide und den Wiesen und Auen, in denen die Spree mäandert. Hinter dem grünen Saum des Spreeverlaufs schließt ein Höhenzug, der Hangel, das Panorama dieser Landschaft ab.

## Geschichte und Etymologie

### 13. bis 18. Jahrhundert
Das Dorf wurde erstmals im Jahr 1217 als Ortschaft „bei dem Berg, der Hangendenberge heißt“ urkundlich erwähnt (iuxta montem, qui dicitur hangendenberge, iuxta montem Hangendeberge). Diese „hangenden Berge“ sollen allerdings nicht der direkte Namensgeber der Gemeinde sein. Vielmehr ist auch dieser Name abgeleitet von einem kleinen Bach, der in alten Forstakten „Hangel“ genannt wurde, aber auch wegen seiner Herkunft aus dem Trebuser See als „Trebuser Graben“ oder „Trebuser Fließ“ geläufig ist. Der Graben führte einst bis in die Spree, ist jedoch heute kaum noch auszumachen. Kurz darauf schien der Ort erneut indirekt im Jahr 1242 als „rund um den Berg, der Hangende Berg genannt wurde“ auf (circa monte, qui Hangende Berg dictur). Über die weitere Geschichte in den kommenden vierhundert Jahren ist bislang nichts überliefert. Die erste direkte Erwähnung des Ortes gibt es in einem Kirchbuch von 1644: „Auf dem Hangelsberg“, heißt es, „leben Teerbrenner, Heydereuther (= Förster), Waldarbeiter, Köhler“. Das Dorf gehörte zu dieser Zeit dem Amt Fürstenwalde. Die Teerbrenner lieferten die Wagenschmiere, die für die ab 1711 auf der Alten Poststraße nach Frankfurt (Oder) und weiterfahrenden Wagen nötig war. Hangelsberg erschien in dieser Zeit im Jahr 1712/1713 als „königlich und einsamer Ort, woselbst nur ein könglicher Förster und ein Teerbrenner wohnt“. Im Jahr 1745 wurde lediglich von einem Forsthaus mit einem in der Nähe gelegenen Teerofen berichtet; ebenso 1772 von einer Försterei und Teerofen, in denen ein Kossät und Büdner lebte. In den Jahren 1781/1783 entstand ein Etablissement. Hangelsberg bestand im Wesentlichen aus einem 16.314 Morgen Mg 76 Quadratruten (QR) großen Forst, der  Hangelsbergschen Heide mit den Ablagen der große Weißeberg, der Hinterstattunsal, der Vorderstattunsaal, der Teerbrennerberg, das Hasenfeldsche Revier, das Berkenbrücksche Revier mit der Ablage am Dehmsee sowie der Fuchskörnung.

### 19. Jahrhundert

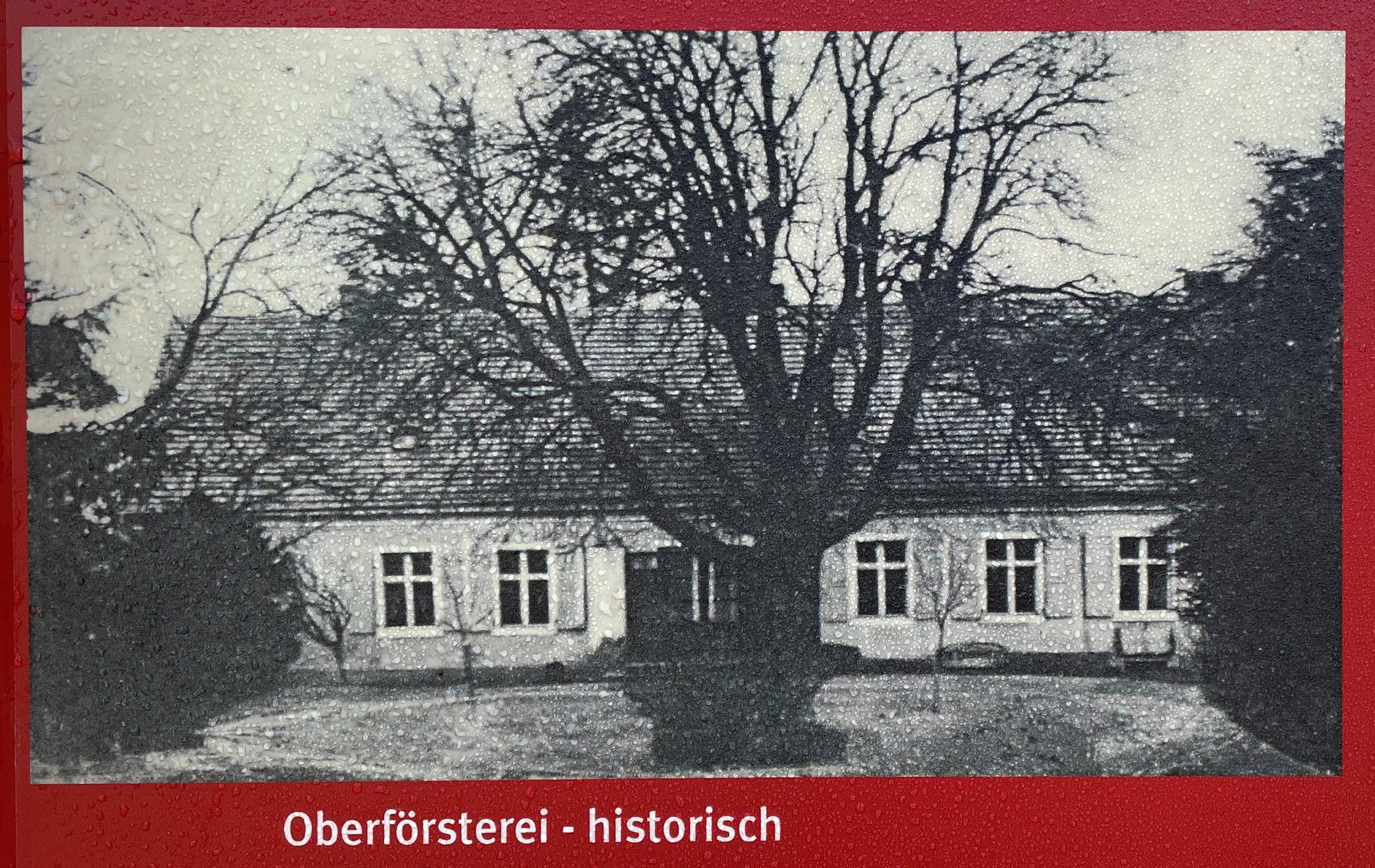
Historische Ansicht der Oberförsterei

Im Jahr 1801 bestand ein Forsthaus an der Spree und Frankfurter Straße mit dem königlichen Ober- und Unterförster über das Hangelsbergsche Revier sowie fünf Büdner, sechs Einlieger, zwei Schiffern sowie einem Teerofen und einem Krug; die Bewohner betrieben sechs Feuerstellen (= Haushalte). Bis 1818 war ihre Anzahl auf nur noch fünf Feuerstellen zurückgegangen. Die Statistik verzeichnete nach wie vor die Oberförsterei, einen Krug und Teerofen. Im Jahr 1825 gab es zwei Lehngüter, drei Büdner und zwei Einlieger und einen Schiffer. Außerdem bestand im Dorf nach wie vor das Forsthaus sowie zwei einzeln liegende Krüge. Sechs Jahre später gab es nur noch einen Krug mit Schankwirt. Bis 1840 war eine Oberförsterei entstanden; es gab einen Krug und Kolonie mit 14 Wohngebäuden. Einen Aufschwung nahm der Ort ab 1842 mit dem Bau der Eisenbahn Berlin–Frankfurt (Oder), der zu wirtschaftlicher und später auch touristischer Belebung führte. Die Errichtung einer Dampfschneide- und Mahlmühle im Jahre 1859 trug ein Übriges zur Ortsentwicklung bei. Der bekannte Berliner Maschinenbauer Friedrich Wöhlert engagierte sich bei diesem Eisenbahnbau und ließ sich später in Hangelsberg nieder. 
Im östlichen Berliner Damm erinnern große, vormals repräsentative, heute zumeist marode Turmvillen an diese prosperierende Zeit Einige Häuser im Ort sind noch mit Eisenguss der Firma Wöhlerts verziert – auch das Kreuz auf dem Kirchendach (über der Apsis) stammt vermutlich aus seiner Werkstatt. In der Kolonie standen zwölf Wohn-, zwei gewerbliche und 20 steuerfreie Gebäude, in der Försterei waren es zwölf steuerfreie Gebäude. In der Kolonie (mit Wulkow) bestand im Jahr 1882 ein Bauergut von 223,4 Mg. Sieben Büdner bewirtschafteten in Summe 95,8 Mg; außerdem gab es zehn Besitzungen unter 5 Mg (zusammen 18 Mg). Dem Forsthaus waren 1360,7 Mg zugewiesen. Hangelsberg bestand im Jahr 1871 mit den Wohnplätzen Fahrzeuge auf der Spree, Plaatz, Wilhelmsbrück und Wulkow, 1880 mit dem Erpachtsvorwerk Wulkow, Forsthaus Plaatz und Forsthaus Wilhelmsbrück sowie 1885 mit dem Wohnplatz Wulkow.

### 20. Jahrhundert
Zur Jahrhundertwende standen im Dorf 46 Häuser, im Forstbezirk fünf Häuser sowie eine Schneide- und Getreidemühle. Das Dorf bestand mit den Wohnplätzen Forsthaus Heidegarten, Forsthaus Plaatz und Forsthaus Wilhelmsbrück (1905). Bis 1931 war Hangelsberg als Landgemeinde auf 83 Wohnhäuser mit 200 Haushaltungen angewachsen. Zur Gemeinde gehörten die Wohnplätze Bahnhof Hangelsberg, Birkengrund, Forstaufsehergehöft Birkengrund, Forsthäusern Heidegarten, Plaatz, Wilhelmsbrück, Hangelsberger Mühle und Wulkow. Im Jahr 1939 gab es einen land- und forstwirtschaftlichen Betrieb, der größer als 100 Hektar war. Ein weiterer Betrieb zwar zwischen 20 und 100 Hektar, ein weiterer zwischen 10 und 20 Hektar und neun zwischen 0,5 und 5 Hektar.
Nach dem Zweiten Weltkrieg bestand Hangelsberg als Gemeinde mit den Wohnplätzen Försterei Heidegarten, Försterei Plaatz, Siedlung Spreetal und Siedlung Wulkow (1950). Im Jahr 1956 wurde der Ortsteil Fürstenwalde West eingemeindet. Ein Jahr später bestand die Gemeinde mit den Ortsteilen Fürstenwalde West, Siedlung Spreetal und Siedlung Wulkow und den Wohnplätzen Försterei Heidegarten, Försterei Kleine Heide, Försterei Plaatz, Försterei Wilhelmsbrück und Spreetal. Im Jahr 1958 gründete sich eine GPG mit sechs Mitgliedern und neun Hektar Fläche, die drei Jahre später an die GPG Schöneiche angeschlossen wurde. Im Jahr 1977 bestanden die GPG, der Staatliche Forstwirtschaftsbetrieb Fürstenwalde (Spree) in Hangelsberg mit Oberförsterei Hangelsberg und den Revierförstereien Beerenbusch, Buchte, Heidegarten, Kleine Heide, Mönchwinkel, Langewahl, Markgrafpieske und Wilhelmsbrück.

### Verwaltungsgeschichte
Hangelsberg und die Hangelsberger Heide gehörte im Mittelalter zum Besitz der Bischöfe von Lebus. Mit der Bildung der brandenburgischen Kreise um 1450 kam Hangelsberg dann zum Kreis Lebus. Mit der Auflösung des Bistums Lebus kam die Hangelsberger Heide 1598 zum kurfürstlichen Amt Fürstenwalde. Seit dem 1. Juli 1950 gehört Hangelsberg zum neugebildeten Kreis Fürstenwalde. Seit dem 21. Juli 1992 gehörte Hangelsberg zum Amt Grünheide im Kreis Fürstenwalde, welcher am 6. Dezember 1993 im neuen Landkreis Oder-Spree aufging. Am 26. Oktober 2003 wurde Hangelsberg nach Grünheide (Mark) eingemeindet und ein Ortsteil.

## Kultur und Sehenswürdigkeiten

### Dorfkirche Hangelsberg

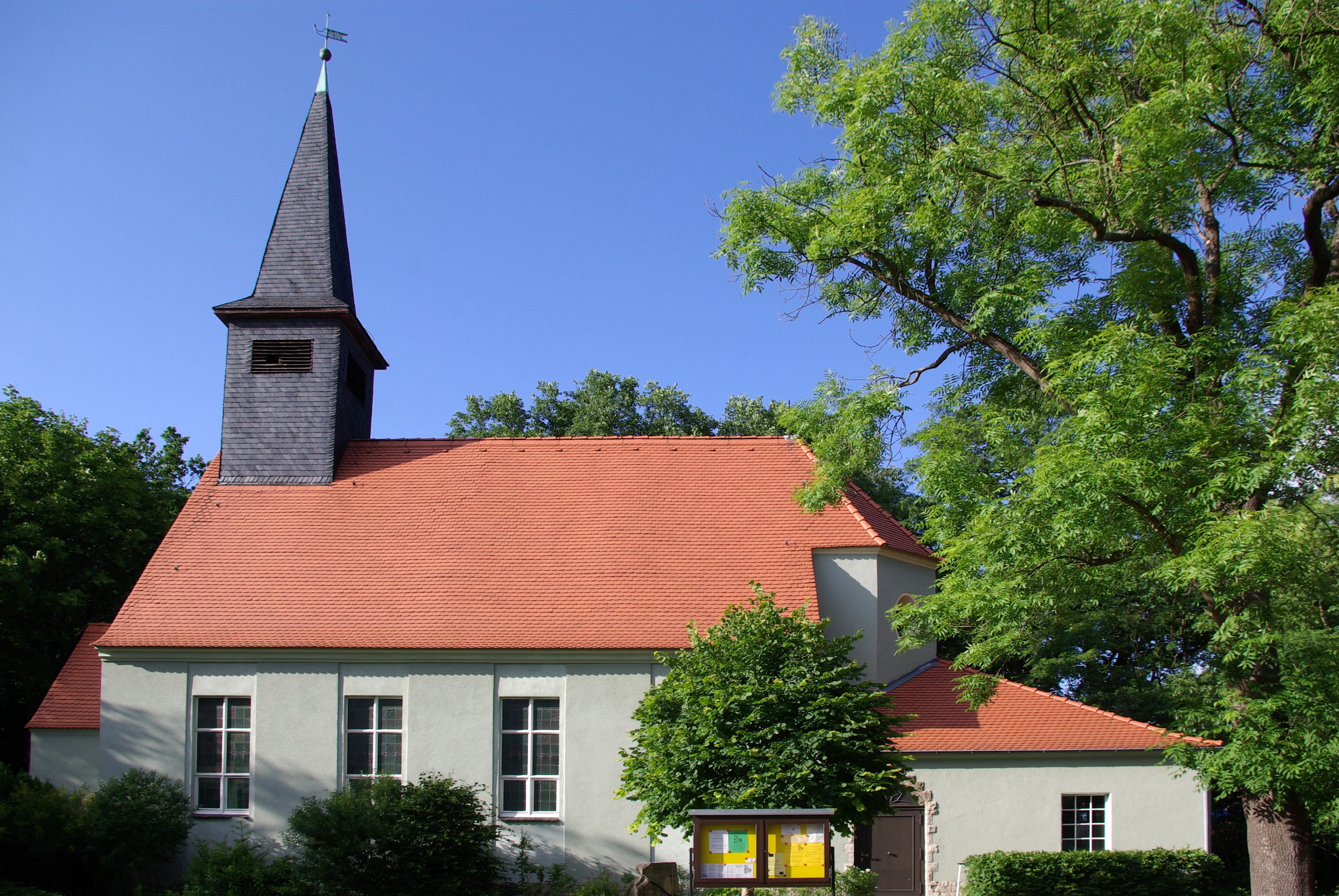
Hangelsberger Kirche

1927/1928 wurde unter großem Engagement des damaligen Pfarrers Harry van Beuningen (1915 bis 1945 Pfarrer in Hangelsberg) die evangelische Kirche nach Entwurf des Regierungsbaurates Gerstenhauer aus Frankfurt (Oder) als einfacher Saalbau errichtet. Ihr Bau hat die Siedlungs- und Sozialgeschichte des Ortes mitvorangetrieben.
Der west-östlich ausgerichtete Bau hat im Westen einen kleinen Eingangsvorbau und im Osten einen schon damals angebauten Gemeinderaum. Die Kirche wurde mit einer Dampfheizung ausgerüstet, die nunmehr, inzwischen erneuert, mit Erdgas betrieben wird. Das sehr spitze Satteldach wird von einem eingezogenen Turmaufsatz gekrönt, den eine vor einiger Zeit restaurierte
Wetterfahne mit der Jahreszahl 1927 abschließt. Im Inneren wird die Kirche von einem aus ihrer Erbauungszeit stammenden Tonnengewölbe geprägt. Der Altarraum öffnet sich in einem hohen Spitzbogen und gibt den Blick auf die Rundbogenfenster mit der für Kirchen nicht ungewöhnlichen Ikonographie frei: Lamm mit Siegesfahne und Dreieck mit Auge (= Symbol für Gott).
Die 1961 erworbene Orgel stammt aus der Orgelbauwerkstatt Sauer in Frankfurt (Oder).
Die Kirche ist laut der Denkmalspflegebehörde des Landes Brandenburg ein „qualitätsvolles Zeugnis der Baukunst der späten zwanziger Jahre des 20. Jahrhunderts im unmittelbaren Einzugsbereich von Berlin. In der Gesamtheit, der Stilform, die zwischen Sachlichkeit der Architektur dieser Bauzeit und den traditionellen und verspielten Formen ihre historischen Anklänge nicht verheimlicht, spiegelt der Bau beispielhaft die konträre und divergente Stilsituation der Entstehungszeit wider“.

### Oberförsterei
Im Schmettauschen Kartenwerk erschien das Forsthaus als Sitz eines Heideräuters, eines reitenden Försters (Oberförster). Es wurde gegen Ende des 18. Jahrhunderts unter der Leitung des Oberjägers Wehmeyer als Königliche Oberförsterei bezeichnet und war Ausgangspunkt von Jagdveranstaltungen in den von dort verwalteten Revieren. Ein bekannter Oberförster war Erhard Hausendorff, der in Hangelsberg von 1940 bis 1945 arbeitete. Das Gebäude wird im 21. Jahrhundert vom Landesbetrieb Forst Brandenburg als Oberförsterei genutzt.

## In Hangelsberg geborene Persönlichkeiten
- Manfred Vollmert (* 1937), Metallgestalter

## In Hangelsberg lebende Persönlichkeiten
- Georg Alexander von Müller (* 1854; † 1940), dt. Admiral, Wohnsitz: Villa „Stensjöholm“ Hangelsberg[5]

## Bevölkerungsentwicklung
| Jahr      | 1772 | 1791 | 1798 | 1801 | 1818 | 1840 | 1864 | 1871                                 | 1885                                             | 1895                                | 1905                                | 1925                    | 1939 | 1946 | 1964 | 1971 |
| Einwohner | 53   | 40   | 38   | 64   | 59   | 98   | 206  | 442 und 31 (Fahrzeuge auf der Spree) | Dorf 200 und Forsthaus 19 und 2 (F. Hangelsberg) | 264 sowie 18 und 9 (F. Hangelsberg) | Dorf 331 und 40 (H. Mühle) sowie 23 | 673 und 4 (Heidegarten) | 843  | 976  | 1907 | 1940 |

## Politik

### Gemeindevertretung
Der Ortsbeirat Hangelsberg besteht aus fünf Personen. (Stand: Kommunalwahl vom 9. Juni 2024)
- AfD: 2 Sitze
- bürgerbündnis: 1 Sitz
- SPD: 1 Sitz
- Alternative Liste PRO Grünheide: 1 Sitz

## Haltepunkt
Der Bahnhof Hangelsberg (heute Haltepunkt) wurde im Oktober 1842 eröffnet. Das Empfangsgebäude wurde im Jahr 2003 endgültig stillgelegt. Zuvor wurden schon nach und nach Fahrkartenverkauf, Wartebereich etc. eingestellt. Gegenwärtig ist Hangelsberg ein Haltepunkt der Regional-Express-Linie RE 1 an der Bahnstrecke Berlin–Frankfurt (Oder).
Seit Februar gehört das ehemalige Empfangsgebäude dem Verein „Historischer Bahnhof Hangelsberg e. V.“, der es schrittweise sanieren und wieder mit Leben füllen will.